# S-räl
S-räl (betyder sammanhängande räl) är den räl i ett järnvägsspår som återleder drivströmmen från tågets elmotorer. Den andra rälen kallas I-räl och används för säkerhetssystemet.
S-rälen är jordad, men vagabonderande strömmar genom marken kan ge avvikelser. Därför används olika kopplingar för att reducera dessa problem. I Sverige antingen BT-system eller AT-system, se rälsåterledning. Alla kontaktledningsstolpar är jordade mot S-rälen. Med vissa intervall (10km vid AT-system och 5km vid BT-system) kopplas S-rälen ihop med den återledning som finns på kontaktledningsstolparna och som sedan ansluts till sugtransformatorer eller spartransformatorer (beroende på system). S-rälen har numera isolerad rälsbefästning mot slipern.
S-rälen är vanligen den vänstra (yttre) rälen vid dubbelspår. I-räl och S-räl byter ibland sida med en "Z-förbindning". Man känner igen S-rälen genom att kontaktledningsstolpar, lyktstolpar, staket och andra ledande utrustningar är kopplade till S-rälen.